# Opel Calibra
Opel Calibra var en sportscoupé fra Opel, produceret mellem sommeren 1990 og sommeren 1997. Den var baseret på den i efteråret 1988 introducerede Opel Vectra A.
I Australien blev bilen solgt som Holden Calibra, i Storbritannien som Vauxhall Calibra og i Brasilien som Chevrolet Calibra.

## Opståen
For at kunne konkurrere med den i slutningen af 1980'erne opståede coupé-bølge fra Japan, præsenterede Opel under navnet Opel Calibra på Frankfurt Motor Show 1989 en sportscoupé med 2+2-sæder (to siddepladser foran og to nødpladser bagi). Modellen kom på markedet i august 1990. Ordet Calibra er et kunstord.

## Design
I modsætning til forgængeren Manta, som havde langsliggende motor og baghjulstræk, havde Calibra tværliggende motor og forhjulstræk. Konstruktionen var baseret på Opel Vectra.
Enestående var den gennem designet af Erhard Schnell opnåede lave luftmodstandskoefficent (CW) på 0,26, som gjorde Calibra til seriebilernes "aerodynamik-verdensmester". Bagklappen på Calibra lignede Manta CC. Calibra havde en del designmæssige træk, såsom de kun syv centimeter højere forlygteenheder. Dette var muligt på grund af brugen af ellipsoid-forlygter, hvor lyset går ud gennem en linse. Servostyring, airbags (fra 1993), sportssæder, tonede sideruder og alufælge hørte til standardudstyret.

### Facelift
I sommeren 1994 fik Calibra til modelåret 1995 et facelift.
Det forreste Opel-emblem var ikke længere monteret på motorhjelmen, men derimod i kølergrillen som samtidig fik en let ændret form. Skrifttrækkene blev ligeledes modificeret, og desuden fik kabinen nyt indtræk, et nyt kombiinstrument med hvide instrumentskiver og ekstrainstrumenter, samt mørke A-, B- og C-søjlebeklædninger. Også hjulkapslerne blev ændret.
Den 29. august 1997 forlod den sidste Calibra, en sort Last Edition 2,0 i 16V, samlebåndet. En direkte efterfølger er indtil videre ikke blevet introduceret.
- Opel Calibra (1994–1997)
- Bagfra

### Farver
Opel Calibra fandtes i følgende farver:
- 119: Mistralgrå metallic
- 128: Astrosølv metallic
- 138: Stjernesølv mineraleffekt
- 140: Røggrå metallic
- 144: Magicgrå mineraleffekt
- 146: Titaniumsølv mineraleffekt
- 200: Sort uni
- 262: Baikalblå metallic
- 265: Techviolet metallic
- 266: Novasort metallic
- 270: Spektralblå mineraleffekt
- 277: Karibikblå metallic
- 279: Heliotrop mineraleffekt
- 283: Nautilusblå mineraleffekt
- 286: Keramikblå mineraleffekt
- 288: Magnetikblå mineraleffekt
- 290: Nordkap mineraleffekt
- 357: Neptunturkis mineraleffekt
- 359: Junglegrøn mineraleffekt
- 366: Bermudagrøn mineraleffekt
- 368: Øblå mineraleffekt
- 369: Rio Verde grøn mineraleffekt
- 474: Casablancahvid uni
- 547: Magmarød brilliant
- 571: Amarena mineraleffekt
- 631: Solgul II uni

I salgsbrochuren for Cliff Motorsport Edition blev der benyttet afvigende farvebetegnelser: Ocean = Magnetikblå, Polar = Karibikblå og Barracuda = Keramikblå.

## Motorer
Calibra fandtes i den første tid med to forskellige 2,0-litersmotorer. Basismotoren var den 85 kW (115 hk) stærke 2,0-litersmotor (C20NE) fra Vectra, som også fandtes med automatgear som alternativ til den standardmonterede femtrins manuelle gearkasse.
Den anden motor var den af Cosworth udviklede 2,0-liters 16V-motor med 110 kW (150 hk) (C20XE). Denne motor var den første serieproducerede Opel-motor med fireventilteknik og to overliggende knastaksler (DOHC), når man ser bort fra de gamle racermotorer samt den 2,4-liters 16V-motor i Opel Manta 400 og Opel Ascona 400.
Ved sin introduktion gjaldt den med 37 % som den benzinmotor med størst virkningsgrad. 16V-motoren gjorde også tjeneste i Opel Kadett E GSi 16V, Opel Astra F GSi 16V og Opel Vectra A 2000 16V. Med 110 kW (150 hk) ved 6000 omdr./min. og et maksimalt drejningsmoment på 196 Nm ved 4800 omdr./min. (frem til 1994) gav motoren Calibra en accelerationstid fra 0 til 100 km/t på 8,5 sekunder. Tophastigheden lå ifølge registreringsattesten på 223 km/t, og for 2,0 i på 205 km/t. På grund af den ringe luftmodstand lå gennemsnitsforbruget på 9,2 liter pr. 100 km. Begge motorer var udstyret med trevejskatalysator og motorstyringen Bosch Motronic.

### Tekniske data
|                                                | 2.0 i                                              | 2.0 i 16V                                                  | 2.0 i 16V                                                  | 2.0 i 16V Turbo           | 2.5 i V6                            | 2.5 i V6                            |
| Byggeperiode                                   | 8/1990−7/1996                                      | 8/1990−2/1994                                              | 3/1994−8/1997                                              | 3/1992−7/1996             | 8/1993−7/1996                       | 8/1996−8/1997                       |
| Motordata                                      |                                                    |                                                            |                                                            |                           |                                     |                                     |
| Motorkode                                      | C20NE                                              | C20XE                                                      | X20XEV                                                     | C20LET                    | C25XE                               | X25XE                               |
| Motortype                                      | R4-benzinmotor                                     | R4-benzinmotor                                             | R4-benzinmotor                                             | R4-benzinmotor            | V6-benzinmotor                      | V6-benzinmotor                      |
| Antal ventiler pr. cylinder                    | 2                                                  | 4                                                          | 4                                                          | 4                         | 4                                   | 4                                   |
| Ventilstyring                                  | OHC, tandrem                                       | DOHC, tandrem                                              | DOHC, tandrem                                              | DOHC, tandrem             | 2 × DOHC, tandrem                   | 2 × DOHC, tandrem                   |
| Fødesystem                                     | Multipoint                                         | Multipoint                                                 | Multipoint                                                 | Multipoint                | Multipoint                          | Multipoint                          |
| Trykladning                                    | –                                                  | –                                                          | –                                                          | Turbolader, ladeluftkøler | –                                   | –                                   |
| Køling                                         | Vandkøling                                         | Vandkøling                                                 | Vandkøling                                                 | Vandkøling                | Vandkøling                          | Vandkøling                          |
| Boring × slaglængde                            | 86,0 × 86,0 mm                                     | 86,0 × 86,0 mm                                             | 86,0 × 86,0 mm                                             | 86,0 × 86,0 mm            | 81,6 × 79,6 mm                      | 81,6 × 79,6 mm                      |
| Slagvolume                                     | 1998 cm³                                           | 1998 cm³                                                   | 1998 cm³                                                   | 1998 cm³                  | 2498 cm³                            | 2498 cm³                            |
| Kompressionsforhold                            | 9,2:1                                              | 10,5:1                                                     | 10,8:1                                                     | 9,0:1                     | 10,8:1                              | 10,8:1                              |
| Maks. effekt ved omdr./min.                    | 85 kW (115 hk) 5200                                | 110 kW (150 hk) 6000                                       | 100 kW (136 hk) 5600                                       | 150 kW (204 hk) 5600      | 125 kW (170 hk) 6000                | 125 kW (170 hk) 5800                |
| Maks. drejningsmoment ved omdr./min.           | 170 Nm 2600                                        | 196 Nm 4800                                                | 185 Nm 4000                                                | 280 Nm 2400               | 227 Nm 4200                         | 230 Nm 3200                         |
| Kraftoverførsel                                |                                                    |                                                            |                                                            |                           |                                     |                                     |
| Drivende hjul (standardudstyr)                 | Forhjul                                            | Forhjul                                                    | Forhjul                                                    | Alle                      | Forhjul                             | Forhjul                             |
| Drivende hjul (ekstraudstyr)                   | Alle                                               | Alle                                                       | Alle                                                       | –                         | –                                   | –                                   |
| Gearkasse (standardudstyr)                     | 5-trins manuel                                     | 5-trins manuel                                             | 5-trins manuel                                             | 6-trins manuel            | 5-trins manuel                      | 5-trins manuel                      |
| Gearkasse (ekstraudstyr)                       | 4-trins automatisk                                 | –                                                          | 4-trins automatisk                                         | –                         | 4-trins automatisk                  | 4-trins automatisk                  |
| Præstationer                                   |                                                    |                                                            |                                                            |                           |                                     |                                     |
| Topfart                                        | 205 km/t Aut.: 200 km/t 4×4: 200 km/t              | 223 km/t 4×4: 215 km/t                                     | 215 km/t Aut.: 205 km/t 4×4: 200 km/t                      | 245 km/t                  | 237 km/t Aut.: 234 km/t             | 237 km/t Aut.: 234 km/t             |
| Acceleration 0-100 km/t                        | 10,0 sek. Aut.: 12,0 sek. 4×4: 11,0 sek.           | 8,5 sek. 4×4: 9,5 sek.                                     | 9,5 sek. Aut.: 11,5 sek.                                   | 6,8 sek.                  | 7,8 sek. Aut.: 8,8 sek.             | 7,8 sek. Aut.: 8,8 sek.             |
| Brændstofforbrug pr. 100 km ved blandet kørsel | 8,2 liter Aut.: 8,4 liter 4×4: 9,0 liter Blyfri 95 | 7,7−7,9 liter Aut.: 8,0−8,1 liter 4×4: 8,7 liter Blyfri 95 | 7,7−7,9 liter Aut.: 8,0−8,1 liter 4×4: 8,7 liter Blyfri 95 | 9,0 liter Blyfri 95       | 8,8 liter Aut.: 9,0 liter Blyfri 95 | 8,8 liter Aut.: 9,0 liter Blyfri 95 |

### Firehjulstræk
I sommeren 1990 kom den firehjulstrukne Calibra 4×4 på markedet. Den var den anden Opel-personbil med firehjulstræk efter den i starten af 1989 introducerede Vectra 4×4. Systemet var af typen med permanent firehjulstræk, hvormed der maksimalt blev overført 90 Nm drejningsmoment til bagakslen. Drejningsmomentet blev gennem en viskokobling i en fordelergearkasse overført til bagakslen. Ved bremsning afbryd en lamelkobling firehjulstrækket for at sikre bremsestabiliteten og ABS-systemets funktionsdygtighed.
Firehjulstrækket kunne først fås i kombination med begge motorer (C20NE og C20XE), dog ikke i kombination med automatgear. Calibra 2,0 i 4×4 havde en topfart på 198 km/t og en acceleration fra 0 til 100 km/t på 11 sekunder, mens 16V havde en topfart på 215 km/t. Derudover havde den firehjulstrukne udgave et 4×4-emblem i rattet i stedet for Opel-emblemet. Firehjulstrækket øgede brændstofforbruget med ca. en liter pr. 100 km.

### Calibra Turbo 4×4
I marts 1992 kom Calibra Turbo 4×4 ud til forhandlerne som ny topmodel. Modellen var forsynet med en 2,0-liters 16V-motor (C20LET), som med KKK-turbolader og ladeluftkøler nu ydede 150 kW (204 hk). Turboladeren var en nyudvikling; den var ikke svejset på, men i stedet integreret i udstødningsmanifolden. Turbomotoren var som standard kombineret med sekstrins gearkasse og firehjulstræk, og kunne ikke fås med automatgear. Det maksimale drejningsmoment var 280 Nm ved allerede 2400 omdr./min. Calibra Turbo 4×4 var den hurtigste bil i sin klasse: Modellen var opgivet til en topfart på 245 km/t og en acceleration fra 0 til 100 km/t på 6,8 sek.
Udvendigt adskilte Calibra Turbo 4×4 sig kun fra de øvrige versioner med 16" alufælge i specielt Turbo-design og tilsvarende skrifttræk. Calibra Turbo 4×4 afløste samtidig Calibra 16V 4×4, som derved udgik af produktion.
- Opel Calibra 4×4 Turbo i rally

### Calibra V6 og modificerede motorer
Fra august 1993 kunne Calibra også fås med en 24V-V6-motor: Den 2,5-liters motor (C25XE, senere X25XE), som også gjorde tjeneste i Vectra og Omega B, ydede 125 kW (170 hk) og havde et maksimalt drejningsmoment på 227 Nm ved 4200 omdr./min. (X25XE: 230 Nm ved 3200 omdr./min.). Dermed fik Calibra en topfart på 237 km/t og accelererede fra 0 til 100 km/t på 7,8 sek.
2,0 16V-motoren (C20XE) blev i marts 1994 afløst af en modificeret 2,0 16V-motor (X20XEV) tilpasset til den strengere Euro2-norm, som ydede 100 kW (136 hk). Motoren opfyldt allerede den strengere D3-norm. Basismotoren var ligesom før 2,0 i med 85 kW (115 hk) og Euro1, som senere kunne ombygges til Euro2.

## Sikkerhed og miljø
Fra august 1993 var Calibra som standard udstyret med dobbelt airbag. Udover mindre modifikationer, som løbende blev tilføjet programmet, blev visse vigtige sikkerhedspunkter forbedret i august 1993. Så f.eks. fik dørene dobbelt stålrørsforstærkning og stærkere ruderammer, selesystemet blev udstyret med selestrammere men også primært miljørelaterede ting blev forbedret. Derved fik modellen vandopløselig lak, som indeholdt væsentligt færre miljøskadelige stoffer, og det nyudviklede klimaanlæg blev fyldt med CFC-frit kølemiddel.

## Specialmodeller
Med modelåret 1996 fulgte et nyt farveprogram, mens motorprogrammet forblev uændret. Som ny basismodel udvidede Calibra Young modelprogrammet. I første omgang fandtes den kun med 2,0 i-motoren og i fire forskellige farver, men var ellers identisk med basismodellen af Calibra. Yderligere specialmodeller var Calibra Classic med klimaanlæg, læderkabine, Bose-lydsystem og soltag samt den særligt sportslige Calibra DTM Edition med bredere alufælge i DTM-design, sænket karrosseri og DTM-skrifttræk. Begge disse specialmodeller kunne leveres med alle til den almindelige Calibra tilgængelige motorer.
I april 1996 tilkom specialmodellen Calibra Cliff Motorsport Edition, med hvilken Opel vil fejre deres succes ved DTM (Deutsche Tourenwagen Meisterschaft) i 1994 og 1995 samt ved ITC (International Touring Car Championship) i 1996. Modellen var udstyret med modificerede frontskørter fra Irmscher med ekstra luftindtag, let modificerede hækskørter og lakerede sidelister. Hertil kom klimaanlæg og en Irmscher-pakke med 16" BBS-alufælge og en 30 mm sænket sportsundervogn. Udefra kunne denne version kendes på Cliff-emblemerne ligesom DTM- og ITC-emblemer. Med udgangen af modelåret 1996 udgik turbomotoren og dermed også muligheden for firehjulstræk, da det vil blive for dyrt at tilpasse motoren til de nye udstødningsnormer. 2,0 i-motoren med 85 kW (115 hk) udgik ligeledes.
Fra august 1996 kunne Calibra kun leveres i udstyrsvarianterne Young, Cliff Motorsport Edition og Classic, og fra januar 1997 kun Young.
Den sidste specialmodel med navnet Calibra Last Edition kom på markedet i januar 1997. I det sidste modelår, 1997, omfattede motorprogrammet 2,0 i 16V-motoren samt den modificerede 2,5 i V6-motor med forbedret udstødningsnorm. Udstyret i Last Edition svarede til en kombination af versionerne Cliff Motorsport Edition og Classic.
| År   | Model                    | Motorer                             | Farver                                    | Udstyr |
| ---- | ------------------------ | ----------------------------------- | ----------------------------------------- | --- |
| 1992 | Color Selection I        | C20NE                               | karibikblå                                | el-ruder, el-soltag, centrallås, radio SC 303 |
| 1993 | Color Selection II       | C20NE, C20XE                        | nautilusblå                               | el-ruder, el-soltag, centrallås, radio SC 303 |
| 1993 | Color Selection III      | C20NE, C20XE                        | riojarød                                  | el-ruder, el-soltag, centrallås, radio SC 303 |
| 1994 | Color Selection IV       | C20NE (i Schweiz C20XE)             | solgul                                    | el-ruder, el-soltag, centrallås, radio SC 303, læder (option), Pentaline alufælge (option) |
| 1994 | Color Selection V        | C20NE, C20LET                       | techviolet                                | el-ruder, el-soltag, centrallås, radio SC 303, højdejusterbart passagersæde, klimaanlæg (C20LET), radio SC 804 (C20LET) |
| 1995 | Keke Rosberg Edition     | C20NE, X20XEV, C25XE, C20LET        | casablancahvid (i Schweiz også E200 sort) | Irmscher-sænkningsfjedre, BBS-hjul, taglister og dørhåndtag i bilens farve, læderrat med lysegrå gribeområder, sæder med stofindtræk "Chequers", Keke Rosberg Edition-skilt, DTM-emblem, DTM-fodmåtter, el-ruder, centrallås, højdejusterbart passagersæde, lysegrå instrumentskiver, klimaanlæg (C25XE, C20LET), radio SC 303 (C20NE, X20XEV), radio SC 804 (C25XE, C20LET) |
| 1995 | Color Selection VI       | C20NE, X20XEV, C25XE, C20LET        | bermudagrøn                               | læderrat, el-ruder, el-soltag, centrallås, radio SC 303, klimaanlæg (C20LET), læderudstyr (C25XE), radio SC 804 (C25XE, C20LET) |
| 1995 | Classic                  | C20NE, X20XEV, C25XE, C20LET        | junglegrøn, magmarød, amarena, novasort   | læderrat, el-ruder, el-soltag (C25XE), centrallås, Bose lydsystem I, radio Blaupunkt Kiel RD 104, klimaanlæg, metallak, læderudstyr, radio SC 804 (C25XE, C20LET) |
| 1995 | Color Selection VII      | C20NE, X20XEV, C25XE, C20LET        | magnetikblå                               | læderrat, el-ruder, el-soltag, centrallås, radio SC 303, klima (C20LET), læderudstyr (C25XE), radio SC 804 (C25XE, C20LET) |
| 1995 | DTM Edition              | C20NE, X20XEV, C25XE, C20LET, X25XE | casablancahvid, solgul, novasort          | Irmscher-sænkningsfjedre, BBS-hjul, læderrat med lysegrå gribeområder, DTM Edition-skilt, DTM-emblemer, DTM-fodmåtter, el-ruder, el-soltag eller klimaanlæg, centrallås, lysegrå instrumentskiver, klimaanlæg (C25XE, C20LET), radio SC 330 (C20NE, X20XEV), radio SC 804/CD300 (C25XE, C20LET)                                                                              |
| 1996 | Classic II               | C20NE, X20XEV, C25XE, C20LET        | rioverdegrøn, magmarød, novasort          | læderrat, el-ruder, el-soltag (C25XE), centrallås, Bose lydsystem II, radio Blaupunkt Paris RCM 104, klimaanlæg, læderudstyr |
| 1996 | Young                    | C20NE, X20XEV, X25XE                | alle                                      | radio SC 303, metallak |
| 1996 | Cliff Motorsport Edition | X20XEV, X25XE                       | oceanblå, polargrøn, barracuda, sort      | Irmscher-sækningsfjedre, BBS-hjul, Irmscher-kofanger fortil, Irmscher-sidebeskyttelseslister i bilens farve, Cliff-fodmåtter, Cliff Edition-skilt, Cliff-emblemer, el-ruder, centrallås, klimaanlæg, Dual Info Display (DID), Check Control, læderratkrans, radio SC 303 |
| 1997 | Last Edition             | X20XEV, X25XE                       | alle                                      | Irmscher-sportsundervogn, BBS-hjul, Irmscher-kofanger fortil, sidebeskyttelseslister i bilens farve, Motorsport-fodmåtter, emblem, Check Control, læderudstyr, læderrat, el-ruder, centrallås, klimaanlæg, radio SC 303 |

## Produktion
Produktionen af Opel Calibra fandt sted i såvel Rüsselsheim som fra 1991 også hos Valmet Automotive i finske Uusikaupunki. De af Valmet producerede Calibra'er kan kendes på at det 11. tegn i stelnummeret er "9" i stedet for "1" for Rüsselsheim. Der blev i alt bygget 238.647 eksemplarer af Calibra, heraf 93.978 hos Valmet.